# Giovanni De Luna
Giovanni De Luna (Battipaglia, 9 d'abril de 1943) és un historiador, acadèmic i escriptor italià, especialitzat en història italiana contemporània.

## Biografia
Autor d’emissions de ràdio i televisió, ha impartit classes d’Història Contemporània a la Universitat de Torí i col·labora amb La Stampa, Tuttolibri i el programa de Rai Storia Italia in 4D.. Va ser membre del comitè científic del programa de televisió de Rai 3 Il tempo e la storia del 2013 al 2017 i posteriorment al de Passato e presente, programa de la mateixa xarxa amb rèplica a Rai Storia.
Entre les nombroses obres, va escriure un assaig titulat Le ragioni di un decennio. 1969-1979. Militanza, violenza, sconfitta, memoria, publicat per Feltrinelli, en què es narra una dècada d’història italiana a partir de la matança de Piazza Fontana del 1969. L'exposició no està en ordre cronològic, sinó dividida per temes (violència, crisi del centre-esquerra, centralitat obrera), i se centra especialment en els protagonistes (oblidats i no) dels fets. L’autor ha viscut alguns fets de primera mà, després d’haver militat a Lotta Continua.

## Obres
- Badoglio. Un militare al potere, Milano, Bompiani, 1974.
- Benito Mussolini. Soggettività e pratica di una dittatura, Milano, Feltrinelli economica, 1978.
- La rivoluzione democratica e il Partito d'azione. Guida ai documenti del Pd'A in Piemonte dell'archivio del Centro di studi Piero Gobetti, Torino, Centro studi Piero Gobetti, 1979.
- Storia della stampa italiana, V, La stampa italiana dalla resistenza agli anni Sessanta, con Nanda Torcellan e Paolo Murialdi, Roma-Bari, Laterza, 1980.
- Il mondo contemporaneo, X, Gli strumenti della ricerca, a cura di e con Peppino Ortoleva, Marco Revelli, Nicola Tranfaglia, Firenze, La Nuova Italia, 1981.
- Storia del Partito d'azione. 1942-1947, Milano, Feltrinelli, 1982; Roma, Editori Riuniti, 1997; Torino, UTET libreria, 2006.
- Hanno sparato a Togliatti, Milano, Fabbri, 1984.
- Introduzione alla storia contemporanea, a cura di e con Nicola Tranfaglia, Firenze, La Nuova Italia, 1984.
- Alessandro Scotti e la storia del partito dei contadini, Milano, FrancoAngeli, 1985.
- Dalla liberazione alla Repubblica. I nuovi ceti dirigenti in Piemonte, a cura di, Milano-Torino, FrancoAngeli-Regione Piemonte, 1987. ISBN 88-7678-032-7.
- L'occhio e l'orecchio dello storico. Le fonti audiovisive nella ricerca e nella didattica della storia, Scandicci, La Nuova Italia, 1993. ISBN 88-221-1275-X.
- Donne in oggetto. L'antifascismo nella società italiana (1922-1939), Torino, Bollati Borlinghieri, 1995. ISBN 88-339-0932-8.
- La passione e la ragione. Fonti e metodi dello storico contemporaneo, Firenze, La Nuova Italia, 2001. ISBN 88-221-3956-9.
- La passione e la ragione. Il mestiere dello storico contemporaneo, Milano, Bruno Mondadori, 2004. ISBN 88-424-9633-2.
- L'Italia del Novecento. Le fotografie e la storia, 3 voll., a cura di e con Gabriele D'Autilia e Luca Criscenti, Torino, Einaudi, 2005-2006. ISBN 88-06-17260-3; ISBN 88-06-16456-2; ISBN 88-06-16457-0; ISBN 88-06-16458-9.
- Il corpo del nemico ucciso. Violenza e morte nella guerra contemporanea, Torino, Einaudi, 2006. ISBN 88-06-17859-8.
- Le ragioni di un decennio. 1969-1979. Militanza, violenza, sconfitta, memoria, Milano, Feltrinelli, 2009. ISBN 978-88-07-11102-0.
- La repubblica del dolore. Le memorie di un'Italia divisa, Milano, Feltrinelli, 2011. ISBN 978-88-07-11110-5.
- Una politica senza religione, Torino, Einaudi, 2013. ISBN 978-88-06-21663-4.
- Storia, con Chiara Colombini, Milano, Egea/Pixel, 2014. ISBN 978-88-238-2724-0.
- La Resistenza perfetta, Milano, Feltrinelli, 2015. ISBN 978-88-07-11139-6.
- La Repubblica inquieta. L'Italia della Costituzione 1946-1948, Milano, Feltrinelli, 2017. ISBN 978-88-07-11149-5.
- Juventus. Storia di una passione italiana, con Aldo Agosti, Milano, UTET, 2019. ISBN 978-88-51-17425-5.